# Dehio (Familie)
Dehio (auch: de Hio) ist eine deutsch-baltische Familie mit holländischen Wurzeln.

## Herkunft und Bedeutung
Der Name Dehio stammt von dem 1718 in Reval eingewanderten Christoffer de Hio (1669–1728). Durch Julius Dehio (1817–1893) und Karl Dehio (1851–1927) erhielt die Familie den erblichen russischen Dienstadel. Die entsprechenden Familienlinien machten davon jedoch keinen Gebrauch. Nachdem 1918 die Verhandlungen des Baltischen Landesrats – in welchem unter anderem Revals Bürgermeister Erhard Dehio (1855–1940) saß – gescheitert waren, floh die Familie nach 200 Jahren im Baltikum vor dem Kommunismus nach Deutschland.
Der Name wurde in Deutschland durch das von Georg Dehio begründete Dehio-Handbuch bekannt. Nach Georg Dehio sind auch der Georg-Dehio-Kulturpreis und der Georg-Dehio-Buchpreis sowie der 1987 entdeckte Planet „48415 Dehio“ benannt.
Teile des Nachlasses der Familie befinden sich in den Sammlungen von Grote/Dehio in der Dokumentensammlung des Herder-Instituts (DSHI) und im Familienarchiv Dehio-Friedländer im Hessischen Staatsarchiv Marburg (Bestand 340 Dehio-Friedländer).

## Bekannte Familienmitglieder
- Christoffer De Hio (1669–1728), Zimmermann und „Globusmeister“, überbrachte den Gottorfer Globus an Peter den Großen
- Christoph Dehio (* 1965), deutscher Infektionsbiologe und Professor am Biozentrum der Universität Basel
- Else Hueck-Dehio (1897–1976), deutsche Schriftstellerin, Tochter von Karl Dehio
- Erhard Dehio (1855–1940), deutscher Kaufmann, letzter deutscher Oberbürgermeister von Reval
- Georg Dehio (1850–1932), Kunsthistoriker und Professor an der Universität Straßburg, Begründer des Dehio-Handbuchs, Schwiegervater von August Frickenhaus
- Karl Dehio (1851–1927), Arzt (Internist) und Professor für spezielle Pathologie und Klinik in Dorpat, Rektor der Universität Dorpat
- Ludwig Dehio (1888–1963), Historiker und Archivar, Professor an der Universität Marburg, Herausgeber der Historischen Zeitschrift, Enkel von Ludwig Friedländer